# Up-beat tribute band
up-beat tribute band(アップビート トリビュート バンド)は、日本のロックバンド、UP-BEAT(1981年 - 1995年)のオリジナルメンバー広石武彦、水江慎一郎、オリジナルサポートメンバーの潮崎裕己を中心とした日本のロックバンドである。2011年から2015年まで活動した。

## 概要
2002年に『TRIBUTE TO MODERN DOLLS〜ブラインド越しの俺たち〜』への参加で、広石武彦と水江慎一郎(1990年の日本武道館公演を最後に脱退)が12年ぶりに再会。
その後、2人による共同イベントや広石武彦ソロライブに水江が参加するなど再び交流を深める。 
2010年11月、渋谷C.C Lemon(渋谷公会堂)でのNEXUS RESPECTABLE 80's〜渋公リターンズ〜に広石武彦と水江慎一郎の二人がステージに立ち、UP-BEATの曲を演奏。
その余韻が冷めやらぬままUP-BEAT TRIBUTEとしてGeorge Harrison Tributeイベントや潮崎裕己BDイベント、夏のThe FES.に参加。
イベントの参加が非常に盛り上がったことからオリジナルメンバーの広石武彦、水江慎一郎と、オリジナルサポートメンバーの潮崎裕己、さらに3人のメンバーで2011年12月 up-beat tribute bandとしての活動を開始、2015年まで活動した。

## メンバー
広石武彦(ボーカル)
水江慎一郎(ベース)
潮崎裕己(キーボード)
吉田遊介(ギター)
山崎淳(ギター)
水江英樹(ドラム)
平野隆晃(ギター)
※山崎淳の代役として2011年7月28日 THE FES.、2011年12月25日 UP-BEAT トリビュートライヴに参加

## up-beat tribute bandを名乗る理由
up-beatをずっと好きでいてくれたファンの人達のために、あのup-beatとは違うとはっきり言っておいてあげるべきだと思ったため。
あの5人のup-beatしか愛せないんだったらずっと愛し続けてほしい。
違うものとしてこのバンドをやっているから、ファンの人のためでもあり、元メンバーのためにもtribute bandを名乗っている。
ファンの頭のなかにあるup-beatを大事にしたいし、ファンの記憶の中にあるup-beatを壊したくないから。

## ディスコグラフィ

### 映像作品
- 2012年12月23日『Carnival Day@BlackHole』
- 2014年12月6日『up-beat tribute band tour 2013「What a Pleasure!!」LIVE USB』
※ツアーファイナルの池袋公演にそれぞれボーナストラックとして小倉公演、心斎橋公演、仙台公演を追加した3種類同時発売USBメモリ
- 2015年4月15日『up-beat tribute band tour 2014「Legendary Songs」LIVE USB』
※ツアーファイナルの池袋公演にそれぞれボーナストラックとして小倉公演、心斎橋公演、名古屋公演を追加した3種類同時発売USBメモリ

### アルバム
- 2014年11月11日 UP-BEATの結成30周年を記念したセルフ・トリビュート・アルバム『LEGENDARY SONGS』（Battle Cry Sound）

## 来歴

### 2002年
- 10月4日 MODERN DOLLZ トリビュートアルバム『TRIBUTE TO MODERN DOLLZ 〜ブラインド越の俺達〜』に広石と水江が参加。

### 2003年
- 1月24日 広石ソロライブ LIVE REAL BIRTHDAY 〜Real Beat Scene"-3"〜 渋谷ON AIR WEST に水江がサポートメンバーとして参加。以降2006年1月までサポート。

### 2010年
- 6月5日 NEXUS BATTLE 80's LIVE SHOW〜バンドブーム・リターンズ〜 新木場STUDIO COASTにて広石がUP-BEATの曲を演奏。
- 11月21日 NEXUS RESPECTABLE 80's 〜渋公リターンズ〜 渋谷C.C Lemonホールに広石と水江の二人がステージに立ち、UP-BEATの曲を演奏。
- 11月28日 Shio presents Night vol.1 高円寺ShowBoatにUP-BEAT Tributeセッションとして現行メンバーで参加。

### 2011年
- 3月24日 潮崎裕己Birthday Live"残念な大人達"の宴 Vol.2 高円寺ShowBoatに参加。
- 6月25日 U-B_TB×C9 高円寺ShowBoat
- 7月28日 THE FES. 〜 now and then 〜 渋谷O-EASTに参加。
- 11月11日 UP-BEAT TRIBUTE WEBオープン
- 12月25日 1stワンマンライブ UP-BEAT トリビュートライヴ 高円寺ShowBoat

### 2012年
- 3月24日 潮崎裕己Birthday Live"残念な大人達"の宴 Vol.3 高円寺ShowBoatに参加。
- 5月13日 2nd Solo Live 池袋BlackHole
- 9月16日 高塔山ジャム 2012 T-Jam 2012 Kappa Rock Fes. 若松市民会館に参加。
- 9月22日 3rd Solo Live 池袋BlackHole
- 12月23日 1st Live DVD『Carnival Day@BlackHole』リリース
- 12月23日 Tour 2012〜2013 『 The Carnival Days !! 』 Day1 池袋BlackHole

### 2013年
- 1月12日 Tour 2012〜2013 『 The Carnival Days !! 』 Day2 小倉FUSE
- 1月14日 Tour 2012〜2013 『 The Carnival Days !! 』 Day3 心斎橋ヒルズパン工場
- 5月25日 5th Solo Live 池袋BlackHole
- 11月1日 up-beat tribute band 公式Facebookオープン
- 11月30日 up-beat tribute band tour 2013「What a pleasure!! 」 Pleasure Day1 小倉Fuse
- 12月1日 up-beat tribute band tour 2013「What a pleasure!! 」 Pleasure Day2 心斎橋ヒルズパン工場
- 12月7日 up-beat tribute band tour 2013「What a pleasure!! 」 Pleasure Day3 池袋BlackHole
- 12月14日 up-beat tribute band tour 2013「What a pleasure!! 」 Pleasure Tour Final 仙台enn 2nd

### 2014年
- 11月3日 up-beat tribute band tour 2014『Legendary Songs』 Day1 小倉Fuse
- 11月11日 1stアルバム『LEGENDARY SONGS』リリース
- 11月15日 up-beat tribute band tour 2014『Legendary Songs』 Day2 心斎橋ヒルズパン工場
- 11月16日 up-beat tribute band tour 2014『Legendary Songs』 Day3 名古屋 BL Cafe(Bottom Line 1F)
- 12月6日 up-beat tribute band tour 2014『Legendary Songs』 Final 池袋BlackHole
- 12月6日 『up-beat tribute band tour 2013「What a Pleasure!!」LIVE USB』リリース

### 2015年
- 4月15日 『up-beat tribute band tour 2014「Legendary Songs」LIVE USB』リリース